# Самандепе
Самандепе – газконденсатне родовище на сході Туркменістану.
Родовище відкрили в 1969 році. Поклади вуглеводнів тут виявились пов’язаними із келовейським та оксфордським ярусами верхньої юри, при цьому головний продуктивний горизонт залягає на глибині 2402 метра. Колектори – карбонати, а основні запаси знаходяться у вапняках із пористістю 5,7% та проникністю 54 – 157 мД.
Газ родовища містить 88,3% метану, 2,3% етану та 0,8% інших гомологів (пропан, бутан, пентан), а також вельми суттєві обсяги шкідливих домішок – 6,5% сірководню та 6% двоокису вуглецю. Видобувні запаси оцінили у 88,6 млрд м3 газу та 1,8 млн тон конденсату.
Плани розробки Самандепе почали складати ще в середині 1970-х, проте у підсумку видобуток на родовищі стартував лише в 1986-му. Враховуючи високий вміст сірки, підготовку газу організували на узбецькому ГПЗ Мубарек, розташованому більш ніж за сотню кілометрів на схід. Всього в межах цього етапу розробки на Самандепе спорудили більше півсотні свердловин. Втім, вже у 1993-му на тлі розпаду СРСР розробка родовища була призупинена.
У 2007 році Туркменістан уклав угоду з Китаєм про масштабні поставки блакитного палива. Для цього спорудили потужну газопровідну систему Центральна Азія – Китай, біля половини ресурсу для перших двох ниток якої мало надходити від розробки родовищ правобережжя Амудар’ї. Китайській компанії CNPC виділили тут концесійну територію «Багтиярлик», західна частина відома як «блок Самандепе» (він же «блок А»). 
Роботи на «Багтиярлик» почались у 2008-му з розконсервації Самандепе, залишкові запаси якого оцінювались у 60 млрд м3. Також на родовищі бурили нові свердловини (всього на вересень 2009-го були готові до експлуатації 7 нових та 23 відремонтовані свердловини), а в 2010-му почав роботу газопереробний завод Самандепе і стартували поставки по трубопроводу в Китай.